# 提歐多洛一世 (蒙費拉托)
提歐多洛一世（希臘語：Θεόδωρος Παλαιολόγο，約1290年—1338年4月24日），蒙費拉托侯爵，1306年至1338年在位。
提歐多洛的父親是拜占庭皇帝安德洛尼卡二世，母親是蒙費拉托的薇爾蘭特。1305年提歐多洛的舅舅喬瓦尼一世去世，提歐多洛作為其外甥繼位為蒙費拉托侯爵。

## 家庭
1307年，提歐多洛與熱那亞總督奧比齊諾·斯皮諾拉的女兒阿根廷·斯皮諾拉（Argentina Spinola）結婚，兩人共有1子1女：
1. 薇爾蘭特（1318年—1342年），薩伏依伯爵夫人
2. 喬瓦尼二世（1321年—1372年），蒙費拉托侯爵

透過他的女兒薇爾蘭特，歐洲各國王室皆為巴列奧略王朝的後代，包含1863年登基的希臘國王喬治一世。